# Frederick Cuming
 Der er for få eller ingen kildehenvisninger i denne artikel, hvilket er et problem. Du kan hjælpe ved at angive troværdige kilder til de påstande, som fremføres i artiklen.

Frederick William Cuming (27. maj 1875 i Tiverton i Devon – 22. marts 1942 i London) var en britisk cricketspiller som deltog i de olympiske lege 1900 i Paris.
Cuming blev olympisk mester i cricket under OL 1900 i Paris.
Han var holdkaptajn på det britiske hold Devon & Somerset County Wanderers som besejrede det franske crickethold Union des Sociétés Françaises de Sports Athlétiques med 262-104 i finalen, en finale som foregik over to dage. 